# 神奈川県の再開発の一覧
神奈川県の再開発の一覧（かながわけんのさいかいはつのいちらん）では、神奈川県での完成済み、建設中、または計画中の都市再開発事業を一覧で列挙する。土地区画整理事業については、神奈川県の土地区画整理事業一覧を参照。

## 横浜市

### 中区
- 横浜みなとみらい21
- 北仲通地区再開発事業
- 海岸通り地区再開発事業
- 旧市庁舎街区再開発（BASEGATE横浜関内）
- 関内駅前地区第一種市街地再開発事業（関内駅前港町地区、関内駅前北口地区）
- 横浜山下町地区市街地再開発事業（NHK横浜放送局）
- 野毛町3丁目再開発事業
- 野毛町3丁目北地区市街地再開発事業（横浜にぎわい座）
- 新山下地区再開発事業
- 山下ふ頭再開発構想

### 西区
- 横浜みなとみらい21
- 高島二丁目地区再開発事業（パークタワー横浜ステーションプレミア）
- エキサイトよこはま22（横浜駅周辺）
  - 横浜駅西口駅ビル計画（JR横浜タワー、JR横浜鶴屋町ビル）
  - 横浜駅西口五番街地区第一種市街地再開発事業（未着手）
  - 横浜駅西口地区第一種市街地再開発事業（未着手）
  - 横浜駅みなみ東口地区第一種市街地再開発事業

### 神奈川区
- ポートサイド地区（ヨコハマポートサイド地区第二種市街地再開発事業）
- コットンハーバー地区
  - 山内ふ頭周辺再開発事業
  - 東高島駅北地区再開発事業
- 新子安駅西市街地再開発事業（オルトヨコハマ ビュータワー）
- かなっくシティ（東神奈川駅東口・京急東神奈川駅西口、両駅間再開発地区）
- 東神奈川一丁目地区再開発事業（ブリリアタワー横浜東神奈川）
- エキサイトよこはま22
  - 横浜駅きた西口鶴屋地区再開発事業（THE YOKOHAMA FRONT）

### 港南区
- 上大岡駅周辺
  - 上大岡駅西口市街地再開発事業、上大岡B市街地再開発事業（カミオ）
  - 上大岡駅前地区市街地再開発事業（ゆめおおおか）
  - 上大岡C南地区市街地再開発事業（ミオカ）
  - 上大岡C北地区市街地再開発事業

### 港北区
- 綱島駅東口駅前地区市街地再開発
- 新綱島駅前地区市街地再開発（新綱島スクエア）
- 新横浜駅南口駅前地区市街地再開発

### 旭区
- 二俣川駅北口地区再開発事業（アルコット二俣川）
- 二俣川駅南口地区再開発事業（グレーシアタワー二俣川・コプレ二俣川）
- 鶴ヶ峰駅南口地区再開発事業（ココロット鶴ヶ峰）

### 瀬谷区
- 瀬谷駅南口第1地区再開発事業（ライブゲート瀬谷）

### 泉区
- 泉ゆめが丘地区再開発

### 戸塚区
- 戸塚駅周辺
  - 戸塚駅東口市街地再開発事業（戸塚モディ）
  - 戸塚駅西口第1地区第二種市街地再開発事業（トツカーナ）

### 磯子区
- らびすた新杉田（杉田再開発ビル）
- 杉田駅東口地区再開発事業（プララ杉田）

### 青葉区
- たまプラーザテラス（たまプラーザ駅#再開発工事）

### 緑区
- 長津田駅北口地区市街地再開発事業（マークワンタワー長津田）
- 中山駅南口地区市街地再開発事業

### 金沢区
- 金沢文庫駅東口地区第一種市街地再開発事業（未着手）

### 鶴見区
- 鶴見駅東口地区再開発事業（シークレイン）

### 栄区
- 大船駅北第一市街地再開発事業（GRAND SHIP）
- 第1海軍燃料廠#返還後 - 燃料廠時代に整備された区画をほぼそのまま踏襲して跡地が再開発された。

## 川崎市

### 川崎区
- 川崎駅周辺
  - 川崎駅北口地区第3西街区再開発事業（川崎DICE）
  - 川崎駅北口地区第1街区再開発（川崎駅前タワー・リバーク）
  - 川崎ルフロン
- キングスカイフロント（殿町3丁目地区、いすゞ自動車川崎工場跡地）
- 東田町8番市街地再開発事業（川崎区役所総合庁舎）

### 幸区
- 川崎駅周辺
  - 川崎西口地区市街地再開発事業（ミューザ川崎）
  - ラゾーナ川崎「ラゾーナ川崎プラザ」（東芝川崎事業所跡地）
  - かわさきテクノピア（明治製糖、明治製菓川崎工場跡地）
- 鹿島田駅周辺
  - 鹿島田駅前東部市街地再開発事業（サウザンドモール）
  - 鹿島田駅西部地区市街地再開発事業（パークタワー新川崎）

### 中原区
- 武蔵小杉駅周辺
  - 武蔵小杉#地域の再開発（再開発組合施行、小杉駅南口地区東街区・西街区市街地再開発事業・小杉町3丁目東地区）

### 高津区
- 溝口駅北口地区再開発事業（NOCTY）

## 相模原市
- 橋本駅付近
  - 橋本駅北口再開発事業（橋本ビブレ→橋本サティ→イオン橋本店）
  - 橋本駅北口C地区再開発事業（ミウィ橋本）
- 小田急相模原駅付近
  - 小田急相模原駅北口A地区再開発事業（ラクアル・オダサガ、ペアナードオダサガ他）
  - 小田急相模原駅北口B地区再開発事業（ステーションスカイタワー小田急相模原）
- 相模大野駅周辺
  - 相模大野駅西側地区第一種市街地再開発事業（ボーノ相模大野）

## 横須賀市
- サンビーチ追浜（京急追浜駅前市街地再開発事業）
- 汐入駅前市街地再開発事業
- 追浜駅前市街地再開発事業
- 大滝町2丁目地区第一種市街地再開発事業（ザ・タワー横須賀中央）

## 藤沢市
- 藤沢駅周辺
  - 藤沢駅北口再開発事業（さいか屋藤沢店）
  - 藤沢駅南口再開発事業
- 湘南C-X（辻堂駅北口における再開発事業）

## 鎌倉市
- 大船駅周辺
  - 大船駅東口第1地区再開発事業（大船ルミネウィング）
  - 大船駅東口第2地区再開発事業

## 茅ヶ崎市
- 茅ケ崎駅南口市街地再開発事業

## 平塚市
- ららシティ湘南平塚（日産車体湘南第一工場跡地）

## 厚木市
- 厚木市中町第一地区再開発事業（イオン厚木店、厚木ガーデンシティビル）
- 厚木中町二丁目B市街地再開発事業（アミューあつぎ（厚木パークビル）
- 寿町三丁目市街地再開発事業（ルリエ本厚木）
- 中町第2-1地区再開発事業（厚木シティプラザ）
- 中町北地区再開発事業（厚木セントラルハイツ）
- 東部地区市街地再開発事業（リバーツイン・厚木リヴァージュ21）
- 本厚木駅南口地区市街地再開発事業（ザ・パークハウス 本厚木タワー）

## 大和市
- 大和駅東側第4地区再開発事業（大和市文化創造拠点シリウス）

## 座間市
- 小田急相模原駅前西地区再開発事業（リビオタワー小田急相模原レジデンス）

## 海老名市
- 海老名駅#再開発事業（土地区画整理事業による大規模再開発）

## 小田原市
- 小田原中町地区再開発事業
- 小田原駅東口お城通り地区再開発事業（ミナカ小田原）

## 南足柄市
- 大雄山駅前市街地再開発事業